# Blanquita (fado)
Blanquita es un fado con letra de Álvaro Retana y música para piano de Rafael Adam Baiges (nacido en Valls-Tarragona 1886 y murió en Barcelona 1952), creado para la cantante de revista y opereta Blanquita Suárez. Alcanzó gran popularidad y se conocen múltiples versiones.
Blanquita Suárez tenía registro de tiple e inició su carrera profesional a la temprana edad de 14 años, destacándose en las décadas del 20 al 40 del siglo XX.